# Tyszkiewiczy
Tyszkiewiczy (biał. Тышкевічы, ros. Тышкевичи) – przystanek kolejowy w pobliżu miejscowości Sasnowy Bor, w rejonie mołodeckim, w obwodzie mińskim, na Białorusi. Położony jest na linii Połock - Mołodeczno.
Kończy się tu dwutorowy odcinek linii biegnący od przystanku Kurzeniec (od strony Połocka). Szlak w stronę Mołodeczna jest jednotorowy.